# Patricia Torres Ortiz
Patricia Torres Ortiz (Ario de Rosales, Michoacán; 1963), conocida como Patricia Torres, es una artista mexicana que utiliza diferentes formas de expresión visuales, como la pintura, el dibujo, el grabado, las piezas multimedia y el video. Los temas de su obra se relacionan con el cuerpo femenino, su aceptación y las intervenciones que se le hacen para normalizarlo, es decir, para lograr que sea aceptado y valorado en la sociedad.
Sus obras presentan una gama limitada de colores, casi monocromática. En sus cuadros, el cuerpo aparece rodeado de objetos de la vida cotidiana, instrumental médico o elementos orgánicos como pasto o pelo.
Su trabajo pictórico resalta la función biológica del cuerpo, así como la percepción a través de los sentidos. Incorpora imágenes de órganos humanos, como el intestino y los riñones, o de distintos huesos, como la columna vertebral y las costillas; en algunos lienzos, hay una línea divisoria cuyo propósito es crear una lectura circular, en la que los planos están uno dentro del otro. Su discurso iconográfico constituye una reflexión en torno a la vida privada (biológica) y la vida pública del cuerpo femenino. Por su temática feminista, su obra forma parte de Archiva, un proyecto de documentación de Mónica Mayer sobre artistas mexicanas.

## Estudios
Cursó estudios de bachillerato y, simultáneamente, de artes plásticas en la Dirección de Difusión Cultural de la Universidad Nacional Autónoma de México (UNAM). En 1982, ingresó a la Licenciatura en Relaciones Internacionales, en la UNAM. Al mismo tiempo, estudió pintura mural, serigrafía y dibujo en la Escuela Nacional de Artes Plásticas, en la Academia de San Carlos (ENAP) de la UNAM. 
Arnold Belkin fue su maestro en dos programas de estudio: uno relacionado con foto aplicaciones en pintura (1988) y sobre muralismo en (1984-86). De 1983 a 1985 sería su ayudante en la realización de tres murales. Patricia Torres dirigió a un grupo de alumnos para concluir los murales realizados en el Colegio Madrid en 1985.
Cursa el certificado de Multimedia Studies: Web Design y el de Mono Prints en la San Francisco State University, de la que posteriormente obtendría el título de B.A. Studio Art en 2008.

## Colaboración con grupos de artistas feministas mexicanas
En 1983, después de participar en el taller Arte y Feminismo, impartido por Mónica Mayer en el posgrado de la ENAP, colaboró en la formación de uno de los primeros colectivos de mujeres artistas en México denominado Tlacuilas y retrateras que organizó La fiesta de quince años un evento performático en la ENAP.
En 1993, invitada por Mónica Mayer, Cecilia Sánchez Duarte y Patricia Soriano, participó en la exposición Las santas del oficio, organizada por el colectivo Pinto mi raya, donde se exhibieron obras de más de 20 artistas mexicanas.
Patricia Torres forma parte de las artistas feministas mexicanas (sean o no militantes) seleccionadas por el proyecto Archiva, cuyo objetivo es visibilizar el trabajo artístico de las mujeres. Su registro se ilustra con Cuerpo, obra realizada en 2012. La pintora afirma que trabaja la idea del cuerpo femenino sin representarlo, ya que de otra manera lo convertiría en objeto.

## Principales premios y reconocimientos
- Estímulo económico del Sistema Nacional de Creadores, en la categoría Artes Visuales, para desarrollar el proyecto Un solo pelo, 2014[11]
- Achievement Award de la San Francisco State University, California, Estados Unidos, 2012.
- Fellowship Award del Kala Art Institute, Berkeley, California, Estados Unidos, 1998.
- Mención honorífica y selección de obra de la III Bienal de Monterrey, Museo de Monterrey, Nuevo León, México, 1997.[12]
- Mención honorífica de la XI Bienal de Grabado Latinoamericano y del Caribe, San Juan, Puerto Rico, 1995.
- Becaria del Sistema Nacional de Becas, en la categoría Jóvenes Creadores, México, 1993-94.
- Premio de la VIII Bienal de Grabado Latinoamericano y del Caribe, San Juan, Puerto Rico, 1988.[13]
- Premio Nacional de la Juventud, en la categoría Artes Plásticas (Mención honorífica), México, 1987.

## Estancias artísticas
- Residencia artística México-Estados Unidos, National Endowment for the Arts-FONCA, The Fabric Workshop and Museum, Filadelfia, Pensilvania, Estados Unidos, 1995.
- Residencia artística México-Canadá en el Banff Centre for the Arts, Alberta, Canadá,[14] 1996 y 2001.

## Actividad docente
En 2015 impartió el Taller de Artista Invitado “La serigrafía como elemento diversificador del arte contemporáneo”, en la Escuela Nacional de Pintura, Arte y Grabado “La Esmeralda”, del Instituto Nacional de Bellas Artes.

## Obra[16][17][18]
Se enlistan algunas de sus obras más importantes:

### Pintura
- Ácido,* óleo sobre tela, 51 x 41 cm.
- Adentro,+ óleo sobre tela.
- Aire,* óleo sobre tela, 120 x 120 cm.
- Anónimo, óleo sobre tela, 1989.
- Antojo.
- Buscando en lo más profundo,* óleo sobre tela, 120 x 120 cm.
- Busto, óleo sobre tela, 112 x 112 cm.
- Café.
- Clítoris y hormonas,* óleo sobre tela, 100 x 120 cm.
- Clítoris, óleo sobre tela, 107 x 107 cm.
- Completamente de lado (Completely by the side), óleo sobre tela 109 x 117 cm.
- Comunicación interna (Internal communication), óleo sobre tela, 107 x 139 cm.
- Corriendo,+ óleo sobre tela.
- Cuerpo (No Body), óleo sobre tela, 137 x 137 cm, 2012.
- Cuerpos.
- Cuestión de limpiar,* óleo sobre tela, 100 x 100 cm.
- De cabeza.
- Everybody knows about that,+ óleo sobre tela.
- Expresiones orgánicas,* óleo sobre tela, 120 x 120 cm.
- Fluido,+ óleo sobre tela.
- Fluyendo adentro y afuera,* óleo sobre tela, 20 x 16 cm.
- Goma de mascar (Gum), óleo sobre tela, 117 x 117 cm, 2012.
- Hablamos de sólo uno, óleo sobre tela, 102 x 102 cm.
- Hilo (Thread), óleo sobre tela, 122 x 122 cm.
- Hueso (Bone/ interconnection), óleo sobre tela, 102 x 102 cm.
- I feel something,+ óleo sobre tela.
- Implantes, óleo sobre tela, 102 x 102 cm, 2012.
- Luz,+ óleo sobre tela.
- Mujeres bañistas, 1988.
- Órganos (intestino),* óleo sobre tela, 100 x 100 cm, 2008.
- Orina (Urine), óleo sobre tela, 117 x 117 cm, 2012.
- Ovulando (Ovulate), óleo sobre tela, 102 x 107 cm.
- Para llegar, 1991.
- Para ver hoyos negros.
- Pasto II,* óleo sobre tela, 120 x 120 cm.
- Pelo 2 (Hair 2), óleo sobre tela, 117 x 122 cm, 2012.
- Pelo largo (Long hair), óleo sobre tela, 122 x 122 cm, 2012.
- Presencia (Presence), óleo sobre tela, 117 x 117 cm, 2012.
- Quemando, moviendo y excretando,* óleo sobre tela, 120 x 120 cm.
- Recuento,* óleo sobre tela, 100 x 120 cm.
- Respirando (Breathing), óleo sobre tela, 112 x 122 cm, 2012.
- Saliendo y entrando.
- Saliva, óleo sobre tela, 112 x 112 cm, 2012.
- Saltando (Jumping), óleo sobre tela, 122 x 117 cm, 2012.
- Seedling, óleo sobre tela, 122 x 122 cm.
- Sentimientos.*
- Sueño en la playa, 1988.
- Sumergir.
- Volando, 1996.
- Voz (Voice), óleo sobre tela, 107 x 107 cm.

### Dibujo
- Buildings, tinta sobre papel, 74 x 56 cm.
- Contradictions, tinta sobre papel, 74 x 56 cm.
- Key, tinta sobre papel.
- Looking, tinta sobre papel, 74 x 56 cm.
- Milk, tinta sobre papel, 74 x 56 cm.
- Rapidity, tinta sobre papel, 56 x 76 cm, 1997.
- Since then (Mirada), tinta sobre papel, 74 x 56 cm, 2008.
- Structure, tinta sobre papel, 76 x 56 cm.

- Vision, tinta sobre papel, 74 x 56 cm.

### Grabado
- Ahora,* punta seca, 75 x 55 cm, 2002.
- Conos,* punta seca, 75 x 55 cm, 2002.
- Espalda,* punta seca, 55 x 55 cm, 2002.
- Pasto,* punta seca, 75 x 55 cm, 2002.
- Repitiendo,* linóleo, 75 x 55 cm, 2002.
- Sentidos,* punta seca, 75 x 55 cm, 2002.
- Un pelo,* punta seca, 75 x 55 cm, 2002.

### Serigrafía
- Mirando,* serigrafía, 55 x 75 cm, 2001.
- Venus, serigrafía, 1988 (obtuvo el premio de la VIII Bienal de Grabado Latinoamericano y del Caribe, San Juan, Puerto Rico).

## Exposiciones[19]

### Exposiciones individuales
- · Un solo pelo, Galería Lourdes Sosa, Polanco, Ciudad de México, México, 2014.
- · We are talking about only one, Polanco Gallery, San Francisco, California, Estados Unidos, 2005.
- · Impressions, The Other Gallery, Banff Centre for the Arts, Alberta, Canadá, 2001.
- · Imágenes, Galería Arthaus, Polanco, Ciudad de México, México, 1999.
- · Icons, Kala Art Institute, Fellowship Awards Exhibition, Berkeley, California, Estados Unidos, 1997.
- · Letters from the heart, Robert Dana Gallery, San Francisco, California, Estados Unidos, 1990.

### Exposiciones colectivas
- · Mujeres en el arte, Galería Universitaria Fernando Cano, Toluca, Estado de México, 2015.
- · Hearts, Galería Lourdes Sosa, Polanco, Ciudad de México, México, 2009.
- · Arte contemporáneo de Latinoamérica, Museum of Latin American Art (MOLAA), Los Ángeles, California, Estados Unidos, 2007.
- · Artists of the Lourdes Sosa Gallery, Special Art Gallery, Miami, Florida, Estados Unidos, 2004.
- · Movimiento de Arte y Cultura Latino Americana (MACLA), Centro Cultural de Arte Latinoamericano, Exposición Anual, San José, California, Estados Unidos, 2001.
- · XII Bienal de Grabado Latinoamericano y del Caribe, San Juan, Puerto Rico, 1998.
- · VIII International Biennial Printing & Drawing Exhibit, Taipéi, Taiwán, 1997.
- · X Bienal de Grabado Latinoamericano y del Caribe, San Juan de Puerto Rico, 1995.
- · IV Bienal Internacional de Pintura, Cuenca, Ecuador, 1994.
- · Patricia Torres, Pintura, Galería Alan Blondel, París, Francia, 1993.
- · Gráfica y magia de México, Houston, Texas, Estados Unidos, 1991.
- · Gráfica mexicana, exposición itinerante por Latinoamérica, UNAM, Ciudad de México, México, 1989.
- · Feria Internacional de Gráfica, Foire Internationale d’Art Contemporain-Saga, Grand Palais, París, Francia, 1988.
- · I Biennale Internationale de l’Estampe, Palais de Rois, Perpiñán, Francia, 1988.
- · Ritos, Evento plástico, Escuela Nacional de Artes Plásticas, Academia de San Carlos, Ciudad de México, México, 1984.